# Ceratogymna elata
El cálao casquigualdo o  cálao de casco amarillo ( Ceratogymna elata ), es una especie de ave bucerotiforme de la familia Bucerotidae, nativa del África subsahariana. Es una de las mayores aves en las selvas de África Occidental, con ejemplares adultos que llegan a pesar 2 kg.

## Distribución y hábitat
Su hábitat natural  son las los bosques selváticos en las áreas costeras de Camerún, Costa de Marfil, Ghana, Guinea, Guinea-Bissau, Liberia, Nigeria, Senegal, Sierra Leona y Togo. Está amenazado por la destrucción de su hábitat.